# Phylarque (titre)
Pour les articles homonymes, voir Phylarque (homonymie).

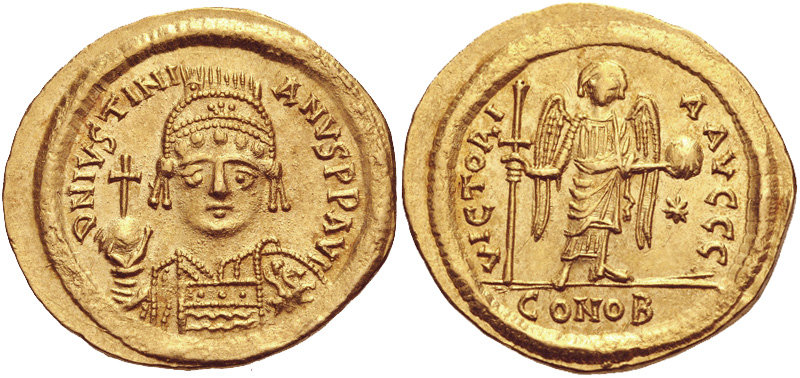
Justinien I. 527-565.Menthe Thessalonique, Monnaie frappée de 538 à 545, contemporaine des phylarques.Buste casqué et cuirassé de face, tenant un globus cruciger et un bouclier.

Phylarque (en grec ancien φύλαρχος / Phylarchos est un titre grec signifiant « chef de tribu », formé de phylè, « tribu » et archein, « gouverner ».
Dans la démocratie athénienne, les phylarques sont des magistrats militaires. Il existe un phylarque par tribu de l'Attique, on en dénombre donc 10, qui commandent les cavaliers de leur tribu.
Entre le IVe siècle et le VIIe siècle, dans le Bas-Empire romain et l'Empire byzantin, ce titre est donné aux principaux princes des alliés arabes de l'Empire en orient (en équivalence du mot « cheikh »), qu'ils soient ou non installés au sein des frontières de l'Empire. De 530 à environ 585, les phylarques individuels étaient subordonnés à un phylarque suprême de la dynastie Ghassanide. 